# Las hermanas

Las hermanas (The Sisters, en inglés) es un cuento del escritor irlandés James Joyce. Originalmente publicada el 13 de agosto de 1904 en The Irish Homestead Journal, luego fue revisada por Joyce y finalmente apareció en Dublineses, una colección de cuentos publicada en 1914.